# コ・メディカル
コ・メディカル（和製英語: co-medical、英: paramedic）とは、医師や歯科医師の指示の下に業務を行う医療従事者を指す。
2010年の厚生労働省による「チーム医療の推進に関する検討会」の報告がまとめられた。以降、コ・メディカルの活用は国家的にも提案されることがある。

## 概要
通例は医師・歯科医師以外の看護師を含む医療従事者の総称として用いられる。具体例は#該当職種の例を参照。
概念的定義として捉えられることが多く、発言者や文脈によっては職種を限定する場合もある。
歯科衛生士や歯科技工士などは、歯科医療における類義語であるコ・デンタルとも呼ばれる。
医療の高度化・複雑化にともない、以前は医師のみが行っていた業務の細分化・分業化が進んでいる。従って、当該コ・メディカルには、高度な専門性の追究と日々の自己研鑽を重ね、有機的に連携しチーム医療を実現することが求められる。

## 呼称
英語圏では paramedic（英語発音: [ˌpærəˈmedɪk] パラメディック）、またはparamedical staff と呼ばれる。ただし、「paramedic」は米国などでは高度な救命・緊急医療処置が可能である救急隊員を指す事が多く、日本の救急救命士とは異なる。詳細はパラメディックを参照。
1982年（昭和57年）、第1回糖尿病患者教育担当者セミナーの講演において、阿部正和東京慈恵会医科大学学長（当時）が、患者教育には医師のみならず全ての関係スタッフの協力が不可欠として、「協同」を意味する接頭辞の "co-" を用いた「コ・メディカル」（co-medical）との呼称の使用を提唱した。「コ・メディカル」という名称は、後に定着する「チーム医療」の考えと合致し、日本の医療業界に広く受け入れられた。しかしながら医師を頂点としてそれ以外の頂点になれない職種として職業差別的な意味合いを込めてコメディカルと使われる場合も見受けられる。また、チーム医療の考え方（すべての医療従事者は対等な立場である）が浸透してきていることもあり、医師以外の医療職をコ・メディカルと区別せず、医療従事者をまとめて「メディカルスタッフ」と称することもある。

## 該当職種の例
- 看護師
- 薬剤師 （薬局・ドラッグストアなどの店舗販売業に従事する薬剤師はこの限りではない）
- 医学物理士
- 臨床検査技師
- 診療放射線技師
- 臨床工学技士
- 理学療法士
- 作業療法士
- 言語聴覚士
- 視能訓練士
- 義肢装具士
- 公認心理師（医師が常駐しない福祉施設などに勤務する公認心理師はこの限りではない）
- 臨床心理士（医師が常駐しない福祉施設などに勤務する臨床心理士はこの限りではない）
- 管理栄養士・栄養士（給食調理場[3]・食品製造業者および外食産業などに勤務する管理栄養士および栄養士はこの限りではない。）
- 歯科衛生士
- 保健師（学校の保健室に常駐する保健師[4]はこの限りではない。）
- 助産師
- 衛生検査技師
- 救急救命士（消防署に勤務する救急隊員はこの限りではない）
- 精神保健福祉士（医師が常駐しない福祉施設に勤務する精神保健福祉士はこの限りではない）
- 社会福祉士（医師が常駐しない福祉施設に勤務する社会福祉士はこの限りではない）
- 介護支援専門員（医師が常駐しない福祉施設に勤務する介護支援専門員はこの限りではない）
- 介護福祉士（医師が常駐しない福祉施設に勤務する介護福祉士はこの限りではない）
- 保育士（保育園・託児所（院内併設を除く）に勤務する保育士はこの限りではない）
- 歯科技工士（歯科医師が常駐しない歯科技工所（メーカー）に勤務する歯科技工士はこの限りではない）
- はり師（施術所などのはり師はこの限りではない）
- きゅう師（施術所などのきゅう師はこの限りではない）
- あん摩マッサージ指圧師（施術所などのあん摩マッサージ指圧師はこの限りではない）
- 柔道整復師（施術所などの柔道整復師はこの限りではない）
- 診療情報管理士
- 歯科助手
- 医療事務
  - 医師事務作業補助者
  - 医療保険事務
- 医薬品登録販売者（薬剤師が常駐しないドラッグストアなどの店舗販売業に従事する医薬品登録販売者はこの限りではない）